# Incidente di Città del Messico

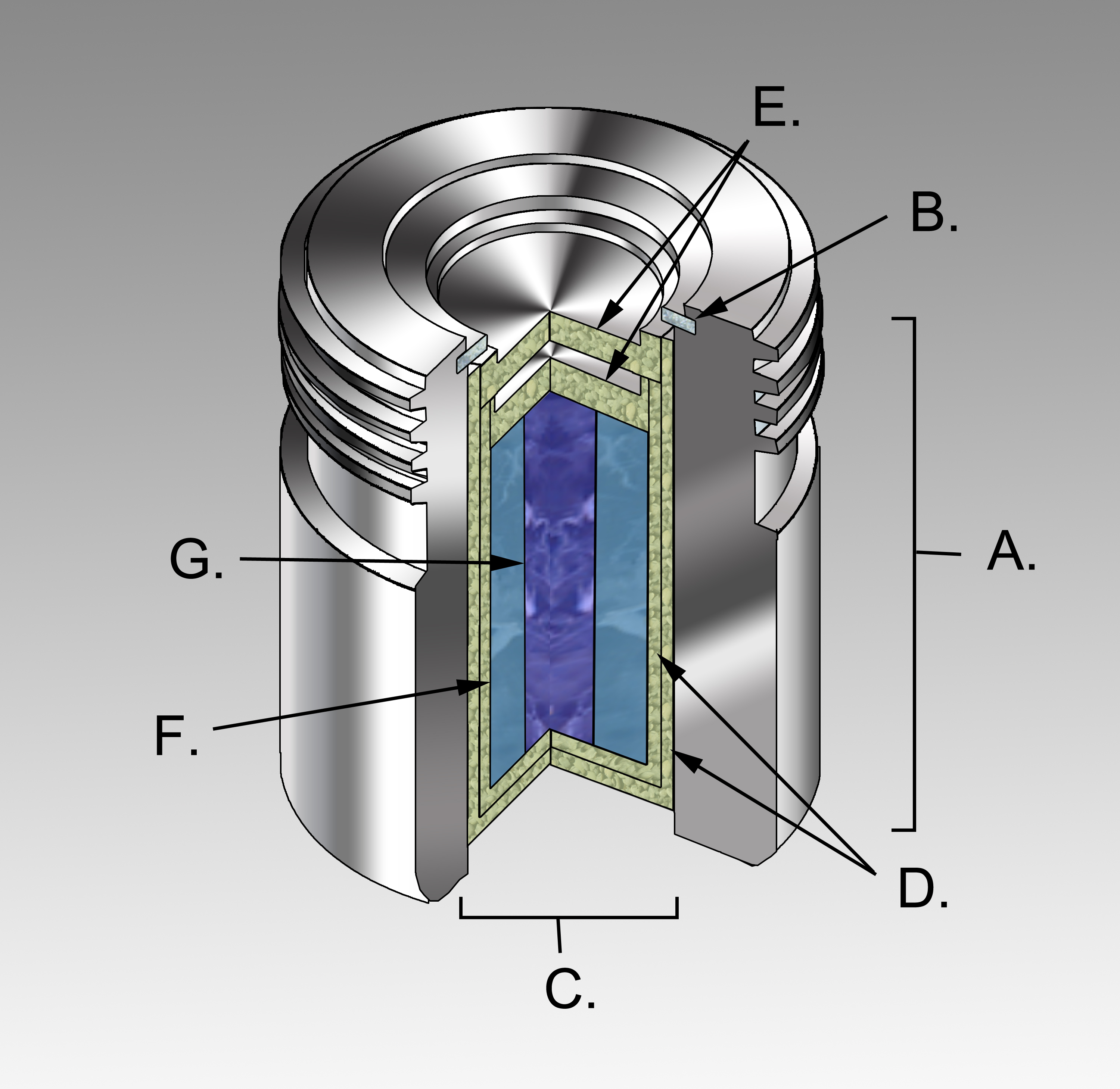
Una capsula di cobalto-60 capsule, comprendente:
(A) Un supporto per sorgente standard internazionale (solitamente piombo), (B) un anello di ritenzione e (C) una "sorgente" di radioterapia composta da (D) due contenitori in acciaio inossidabile annidati saldati a due (E) coperchi in acciaio inossidabile che circondano un (F) schermo interno (solitamente uranio metallico o una lega di tungsteno) che protegge un cilindro (G) di materiale sorgente radioattivo

L'incidente di Città del Messico è avvenuto a seguito di una grave contaminazione da cobalto-60 a Città del Messico nel 1962, quando un bambino portò una capsula di cobalto-60 in casa. Contaminò in tutto cinque persone della famiglia Espindola Castellans e quattro di queste morirono tra cui lo stesso bambino. Tuttavia le notizie degli eventi sono discordanti.

## Eventi
Il bambino di 10 anni scoprì una piccola capsula che credeva fosse d'argento dopo essersi trasferito nella nuova casa il 21 marzo, il bambino raccolse la capsula nel cortile della casa e se la mise in tasca e se la tenne in tasca per alcuni giorni.
Il 1º aprile sua madre prese l'oggetto e lo mise in una armadietto della loro cucina e rimase sullo scaffale fino al 22 luglio. La capsula aveva una radioattività di 5 Ci (1.85–185 GBq). Il bambino era figlio del segretario José Espirinola Castellana dell'ingegner José Lee che utilizzava pile di cobalto per ricerche sugli isotopi
La capsula aveva un aspetto così unico che attirò l'attenzione della madre, che decise di tenerla in un armadietto a casa sua, in questo armadietto c'erano anche i propri bicchieri di vetro, che cominciarono a scurirsi a causa delle radiazioni ma la famiglia non sapeva perché si fosse verificato questo fenomeno.
Il bambino morì il 29 aprile a causa di danni al midollo osseo e necrosi nelle regioni addominale e scrotale causati dal prolungato contatto con la capsula radioattiva. Successivamente, sua madre – all'epoca incinta di sei mesi – morì a causa di forti emorragie il 19 luglio; sua sorella di due anni morì a causa di un'infezione respiratoria, anemia, leucopenia e trombocitopenia il 18 agosto; e la nonna paterna, che viveva con la famiglia dal 17 aprile, morì il 15 ottobre di anemia ipoplastica al Centro Médico Nacional dopo aver creduto che tutte le morti dei familiari avessero una causa soprannaturale. Anche il padre del ragazzo ricevette una dose significativa di radiazioni; Sebbene sia rimasto permanentemente sterile, è sopravvissuto, presumibilmente perché lavorava fuori casa e la sua esposizione era stata inferiore.
Informata urgentemente la Comisión Nacional de Seguridad Nuclear y Salvaguardias (CNSNS) prelevò la capsula dalla casa ad agosto. Successivamente questi stessi specialisti, rilevarono con i loro contatori Geiqer l'alto grado di radioattività dell'intera abitazione.
La giustizia messicana condannò l'ingegner José Lee per pluriomicidio causato da incauta imprudenza perché il bambino si era impossessato della capsula.

## Le vittime della famiglia Espindola Castellans
| Generalità | Età all'epoca dell'incidente | Dose di radiazione (min e max) | Sintomi acuti                                                                | Morte                                                       |
| ---------- | ---------------------------- | ------------------------------ | ---------------------------------------------------------------------------- | ----------------------------------------------------------- |
| E.E.P.     | 10                           | 2.940-5.165 rad                | ascessi, lesioni, gangrena, nausea, vomito, febbre                           | morto il 29 aprile                                          |
| M.C.E.     | 27                           | 1.995-2.930 rad                | ecchimosi, traumi, iperemesi gravidica, febbre, stupor, tachicardia, diarrea | morta il 19 luglio con il figlio in grembo di sei settimane |
| M.E.E.C.   | 2,5                          | 1.373-1.872 rad                | ecchimosi, lesioni, petecchie, edemi, febbre                                 | morta il 18 agosto                                          |
| A.I.G.     | 57                           | 1.818-2.897 rad                | astenia, dispnea, diarrea, ecchimosi, epistassi, febbre, fistole             | morta il 15 ottobre                                         |
| J.E.I.     | 30                           | 994-1.716 rad                  | febbre, cefalea, sterilità                                                   | Sopravvissuto                                               |

Come riferimento, una normale radiografia del torace di una persona produce istantaneamente da 20 a 30 millirad.

## Cronologia degli eventi
- Dal 21 marzo al 1º aprile - Un bambino di 10 anni (E.E.P.) trovò per caso la capsula nel cortile di casa una capsula e la tenne nella tasca anteriore sinistra dei pantaloni per 11 giorni.
- 25 marzo - Il bambino ha lesioni sulla coscia sinistra e sono il primo sintomo dell'avvelenamento da radiazioni.
- 1º aprile - Si ritiene che M.C.E., la madre del bambino, prese la capsula dalla tasca dei pantaloni e la mise nel cassetto di un mobile della cucina.
- 16 aprile - Il bambino viene ricoverato in ospedale.
- 17 aprile - La nonna paterna del bambino (A.I.G.) si trasferisce nella casa. In quel momento notò per la prima volta l'annerimento dei bicchieri di vetro che erano custoditi nel mobile dove si trovava la capsula.
- 29 aprile - Il bambino muore all'Hospital de la Raza.
- 19 luglio - La madre del bambino muore con il terzo figlio in grembo all'ospedale ginecologico del Centro Médico Nacional Siglo XXI.
- 22 luglio - La capsula è portata via dalla casa dal padre e dalla nonna del bambino.
- 1º agosto - La sorella del bambino (M.E.E.C.) viene ricoverata all'Hospital de la Raza.
- 13 agosto - Uno dei medici della Clinica 19 del Instituto Mexicano del Seguro Social (IMSS) riscontrò per la prima volta i sintomi della famiglia causati da radiazioni.
- 18 agosto - La sorella del bambino (M.E.E.C.) muore all'Hospital de la Raza.
- 20 agosto - Il marito J.E.I. e sua madre, A.I.G., sono ricoverati all'Ospedale Oncologico del Centro Médico Nacional Siglo XXI.
- 6 settembre - J.E.I. venne dimesso dall'Ospedale Oncologico.
- 15 ottobre - A.I.G. muore all'Ospedale Oncologico del Centro Médico Nacional Siglo XXI.